# Муслимов, Джамалутдин Муслимович
Джамалутдин Муслимович Муслимов (1909 — 2005) — советский дагестанский танцовщик (артист балета), хореограф. Народный артист Дагестанской АССР (1979).

## Биография
Родился в 1909 году в селении Чукна, (ныне — Лакский район, Дагестан, Россия. По национальности — лакец. С раннего детства был увлечен песнями и танцами своего народа.

### Детство
В детстве учился в сельском медресе у Зайнутдина Мудунова. Был одно время муэдзином в сельской мечети.

## Участие в ВОВ
В историю Дагестана вошел уникальный случай, когда Джамалудин Муслимов отдал все свои сбережения на строительство танка. За это он был удостоен личной благодарности Верховного Главнокомандующего, о чем в свое время писала газета «Красная звезда».
В годы ВОВ участвовал в 736 шефских концертах фронтовых бригад.

## Творческая деятельность

### Солист
Был солистом ансамбля песни и танца «Красный Кавказ» (г. Кисловодск), ансамбля «Горные орлы Кавказа».
Солист Киргизского театра оперы и балета (в 50-х гг.). 

### Возвращение в Дагестан
В начале 50-х гг. вернулся в Дагестан. Работал в Даггосфилармонии. Создал ансамбль «Касумкентские барабанщики», фольклорный ансамбль в г. Кусары Азербайджанской ССР.

### Основатель «Лезгинки»
Создатель, солист и постановщик первой программы хореографического ансамбля народного танца Дагестанской АССР «Лезгинка».

### Педагог
Был первым учителем всемирно известного исполнителя танцев народов мира Махмуда Эсамбаева.
В 80-е годы Муслимов занялся созданием фольклора в Гергебильском районе. Его легендарные постановки «Гергебильский танец», маалинский танец  «Ай-тая», «Лингла» — танец закатальских аварцев — до сих пор являются изюминкой репертуара танцевальных коллективов Дагестана.

### Хореограф
Муслимов мастерски ставил танцы народов Дагестана.

### Художник по костюмам
Он сам создавал эскизы и готовил национальные костюмы и маски. 

## Чудак из Чукна
Фильм о творчестве Д. Муслимова «Чудак из Чукна» был показан по Центральному телевидению и получил российские и международные премии.
Снялся в художественном фильме «Тучи покидают небо» (11-я минута) в роли танцора, исполняющего танец с кинжалами.

## Смерть
Джамалудин Муслимов умер в 2005 году. Похоронен на кладбище в селении Чукна.

## Награды и звания
- Народный артист Дагестанской АССР (1979)[8].

## Личная жизнь
Жена — Пирдавус. Воспитал и вырастил 6-х детей, и 3-х приёмных (дети покойной сестры Пирдавус).